# Пампаська лисиця
Пампаська або азарова лисиця (Lycalopex gymnocercus) — вид родини псових роду Lycalopex (зорро).

## Поширення
Ця тварина є типовим мешканцем пампаських лук Південної Америки та поширена на території Аргентини, Болівії, Уругваю, Парагваю і Бразилії. Віддає перевагу рівнинам з високою травою, але також субгумідним сухим районам, сухим площам вкритим чагарником чи рідколіссям. Пампаська лисиця, здається, терпима до втручання людини, будучи поширеною в сільській місцевості, де введені екзотичні ссавці, такі, як заєць сірий (Lepus europaeus), могли б скласти велику частину її раціону.

## Морфологія
Шерсть на зверху і з боків голови червонувата, а на крупі від червонуватого до чорного. Нижня поверхня голови від блідо-сірого до білого. Вуха трикутні, широкі, відносно великі, червонуваті на зовнішній поверхні і білі на внутрішній. Спина, плечі і боки сірі. Чорнувата лінія проходить по центру спини і хвоста. Хвіст відносно довгий (50% від довжини голови і тіла), густий, і сірий з чорним кінчиком. Черево і внутрішня поверхня ніг від блідо-сірого до білуватого кольору. Задні кінцівки сірі з боків, з дистальною порцією червонуватого і з характерною чорною плямою на нижній задній стороні. Бічна поверхня передніх кінцівок червонувата. Розмір тіла варіює географічно. Вага дорослих особин 5.95 кг в західному Уругваї та 3,97 кг в Аргентині й Парагваї. Хутро Lycalopex gymnocercus стає товщим і довшим узимку. Передні лапи мають 5 пальців, 4 з повними кігтями і 1 з рудиментним кігтем (цей палець не формує відбиток на поверхні); задні лапи мають 4 пальців. Зубна формула: I 3/3, C 1/1, P 4/4, M 2/3 = 42.

## Життєвий цикл
Вагітність триває 55–60 днів. Діапазон виводку від 1 до 8 (в середньому, 3.35). Молодь народжується навесні, з вересня-жовтня по грудень. Лактація триває близько 2 місяців, а самки можуть розмножуватися на 8–12 місяць. Максимальна довговічність L. gymnocercus у полоні майже 14 років, але в дикій природі, ймовірно, тривалість життя становить кілька років.

## Раціон
Пампаська лисиця — адаптаційний хижак. раціон варіює географічно, навіть при відносно невеликих масштабах і включає як домашніх, так і диких хребетних, особливо європейських зайців (Lepus europaeus), гризунів (в основному з родів Akodon, Calomys, Cavia, Ctenomys, Eligmodontia, Graomys, Microcavia, Oligoryzomys, Phyllotis і Reithrodon), птахів (з родини Tinamidae, а також рядів Passeriformes і Columbiformes), а також фрукти (як автохтонні: Acacia aroma, Celtis tala, Condaria microphylla, Prosopis caldenia так і введені: Prunus mahleb і рід Rosa), комах (особливо з рядів Coleoptera, Diptera, Hymenoptera, Homoptera, Odonata, Orthoptera, і личинки лускокрилих і твердокрилих) і падло. Додатковим видобутком є опосуми (Didelphis albiventris), броненосці (Chaetophractus villosus, Chaetophractus vellerosus, Dasypus hybridus і Zaedyus pichiy), ящірки, риби, равлики, краби і скорпіони. У провінції Ла-Пампа, Аргентина, впроваджені європейські зайці, рівнинні віскачі (Lagostomus maximus) та інші дрібніші гризуни були найважливішими продуктами харчування. L. gymnocercus може сприяти поширенню насіння плодів (особливо Acacia aroma і Celtis tala) у екорегіони Чако.

## Міжвидові відносини
L. gymnocercus ймовірно конкурує за їжу з аналогічною розміром майконгом (Cerdocyon thous), з кішкою Жоффруа (Leopardus geoffroyi) і можливо, пампаською кішкою (Leopardus colocolo). Хижаками для L. gymnocercus є пума ] і здичавілі пси. Також частими є смерті під колесами автомобілів. Тим не менш, полювання, швидше за все, є основною причиною смертності L. gymnocercus.

## Поведінка
Пампаська лисиця активна однорідно протягом 24 годин, однак, спостерігаються певні регіональні відхилення. Лігва можуть бути розташовані в різних притулках, таких як природні скелясті печери, отвори в стовбурах дерев, і нори інших тварин. Польові дослідження показали, що молодь часто переносять у нові нори. Молодь залишається в лігві до 3-місячного віку. Як самці так і самиці можуть охороняти лігво. Самці забезпечують їжею дитинчат і самиць у норі. Lycalopex gymnocercus можуть утворювати моногамні пари. Пари часто спостерігаються від спарювання до того часу як цуценята залишають лігво. Однак, в інший час члени пари полюють і проводять більшу частину свого часу на самоті.

## Загрози та охорона
Здійснення заходів регулювання чисельності виду (за лобіюванням скотарів) як з боку офіційних організацій так і там, де полювання є офіційно незаконним є реальною загрозою. Ще однією великою загрозою є зміна природного середовища проживання внаслідок широкомасштабного наступу тваринництва і сільського господарства. Проживає у багатьох природоохоронних областях.

## Виноски
1. 1 2  Вебсайт МСОП
2. 1 2 3 4 5  Mauro Lucherini and Estera M. Luengos Vidal Lycalopex gymnocercus / Mammalian Species No. 820, 2008, pp. 1–9